# شیخ شهاب علی
شیخ شهاب علی (بنگالی: শেখ সাহেব আলী؛ ۱ ژوئیهٔ ۱۹۱۵ – ۱ ژوئن ۲۰۰۴) بازیکن و مربی فوتبال اهل پاکستان-بنگلادش بود. وی اولین سرمربی تیم ملی فوتبال بنگلادش بوده.
وی همچنین در تیم ملی فوتبال پاکستان بازی کرده است.